# Pierre Joseph Joubert de La Salette
Pour les articles homonymes, voir Joubert.
Pierre Joseph Joubert de la Salette, né le 3 septembre 1743 à Grenoble (Isère), mort le 4 février 1833 à Grenoble (Isère), est un général français de la Révolution et de l’Empire, poète, musicologue et musicographe.

## États de service
Il entre en service le 4 avril 1757, comme aspirant dans le corps de l’artillerie, il devient élève d'artillerie le 10 septembre 1759, sous-lieutenant le 7 septembre 1762, lieutenant en second le 1er janvier 1763, lieutenant en premier le 15 octobre 1765, et capitaine par commission le 1er octobre 1772. Capitaine en second le 21 février 1777, capitaine de bombardiers le 3 juin 1779, capitaine de canonniers le 5 avril 1780, il est fait chevalier de Saint-Louis le 3 septembre 1786. 
Le 22 août 1791, il est nommé lieutenant-colonel du 1er régiment d’artillerie, et le 22 septembre 1792, il prend le commandement de l’artillerie à Metz, puis à Longwy le 2 février 1793. Le 31 mai suivant il reçoit son brevet de chef de brigade, et le 16 juin, il est affecté à l’armée des Pyrénées-Orientales comme chef d’état-major de l'artillerie. Il est promu général de brigade le 11 août 1793, et le 23 octobre il prend le commandement de l’artillerie de l’armée des Pyrénées-Orientales, avant de prendre le commandement en chef de l’artillerie de l’armée d’Italie le 29 décembre 1793, mais reste encore à l'armée des Pyrénées-orientales jusqu'au 2 décembre 1794.
Le 2 juin 1795, il est nommé inspecteur général et commandant de l’inspection de l’artillerie en 7e division militaire, puis en 12e division le 31 juillet 1796. Il obtient sa retraite le 7 janvier 1800.
Il devient membre de la société des sciences et des arts de Grenoble, et correspondant de l’académie de Dijon. En 1797, il devient l'un des instigateurs de la création du musée de Grenoble en lançant une pétition visant à sauver les œuvres d'art de la province du Dauphiné. Il publie plusieurs ouvrages en relation avec la musique.
Il meurt le 4 février 1833, à Grenoble. 

## Principaux Livres
- Pierre Joseph Joubert de La Salette, Sténographie musicale ou manière abrégée d'écriture de la musique. Goujon Imprimeur-Libraire. 1805
- Pierre Joseph Joubert de La Salette, Lettre sur la nouvelle manière d'accorder les forte-pianos ou les instruments à clavier , adressée à M. Millin Membre de l'Institut. Imprimerie J.B Sajou - Paris 1808
- Pierre Joseph Joubert de la Salette, De la notation musicale en général et en particulier de celle du système grec, le Normant, 1817
- Pierre Joseph Joubert de la Salette, Considérations sur les divers systèmes de la musique ancienne et moderne, et sur le genre enharmonique des Grecs, tome 1 et 2, Goujon imprimeur libraire, 1810